# Eccellenza Trentino-Alto Adige 2010-2011
Il campionato di Eccellenza regionale 2010-2011 è stato il ventesimo organizzato in Italia. Rappresenta il sesto livello del calcio italiano.
Questi sono i gironi organizzati dal Comitato Regionale della regione Trentino-Alto Adige, ove il campionato è anche noto con il nome tedesco di Oberliga (letteralmente "lega superiore").

## Stagione
Al campionato di Eccellenza del Trentino-Alto Adige partecipano 16 squadre: 12 hanno mantenuto la categoria, 1 è stata retrocessa dalla Serie D (Albiano), e 3 sono state promosse dalla Promozione (Comano Terme, Naturns, più Levico Terme tramite i play-off).

## Squadre partecipanti
| Squadra                   | Città (provincia)                 |
| ------------------------- | --------------------------------- |
| S.S.V. Ahrntal            | San Giovanni in Valle Aurina (BZ) |
| U.S.D. Alense Vivaldi     | Ala (TN)                          |
| Bolzano                   | Bolzano                           |
| S.S.V. Brixen             | Bressanone (BZ)                   |
| U.S. Comano Terme e Fiavè | Ponte Arche (TN)                  |
| A.F.C. Eppan              | Appiano (BZ)                      |
| A.S.D. Fersina Perginese  | Pergine Valsugana (TN)            |
| U.S.D. Levico Terme       | Levico Terme (TN)                 |
| A.F.C. Obermais           | Merano (BZ)                       |
| A.S.D. Mori Santo Stefano | Mori (TN)                         |
| S.S.V. Naturns            | Naturno (BZ)                      |
| A.S.D. Porfido Albiano    | Albiano (TN)                      |
| U.S. Rotaliana            | Mezzolombardo (TN)                |
| Rovereto                  | Rovereto (TN)                     |
| A.S.V. Salurn Raiffeisen  | Salorno (BZ)                      |
| Sankt Georgen             | San Giorgio di Brunico (BZ)       |

## Classifica finale
|  | Pos. | Squadra            | Pt | G  | V  | N  | P  | GF | GS | DR  |
|  | ---- | ------------------ | -- | -- | -- | -- | -- | -- | -- | --- |
|  | 1.   | Sankt Georgen      | 59 | 30 | 17 | 8  | 5  | 43 | 24 | +19 |
|  | 2.   | Fersina            | 54 | 30 | 16 | 6  | 8  | 43 | 26 | +17 |
|  | 3.   | Mori Santo Stefano | 52 | 30 | 14 | 10 | 6  | 42 | 21 | +21 |
|  | 4.   | Salurn             | 52 | 30 | 15 | 7  | 8  | 45 | 27 | +18 |
|  | 5.   | Eppan              | 49 | 30 | 13 | 10 | 7  | 45 | 34 | +11 |
|  | 6.   | Porfido Albiano    | 47 | 30 | 14 | 5  | 11 | 52 | 47 | +5  |
|  | 7.   | Ahrntal            | 46 | 30 | 12 | 10 | 8  | 51 | 40 | +11 |
|  | 8.   | Rotaliana          | 43 | 30 | 12 | 7  | 11 | 37 | 34 | +3  |
|  | 9.   | Alense             | 42 | 30 | 11 | 9  | 10 | 34 | 40 | -6  |
|  | 10.  | Brixen             | 40 | 30 | 11 | 7  | 12 | 41 | 40 | +1  |
|  | 11.  | Obermais           | 39 | 30 | 10 | 9  | 11 | 27 | 38 | -11 |
|  | 12.  | Rovereto           | 33 | 30 | 8  | 9  | 13 | 38 | 44 | -6  |
|  | 13.  | Naturns            | 32 | 30 | 9  | 5  | 16 | 47 | 58 | -11 |
|  | 14.  | Comano Terme Fiavè | 27 | 30 | 6  | 9  | 15 | 38 | 54 | -16 |
|  | 15.  | Levico Terme       | 25 | 30 | 5  | 10 | 15 | 28 | 44 | -16 |
|  | 16.  | Bolzano            | 18 | 30 | 5  | 3  | 22 | 29 | 69 | -40 |

## Verdetti finali
- St. Georgen promosso in Serie D 2011-12.
- Comano Terme Fiavè, Levico Terme e Bolzano retrocedono in Promozione 2011-12.